# Meschede
Meschede est une ville allemande située en Rhénanie-du-Nord-Westphalie, chef-lieu de l'arrondissement du Haut-Sauerland.

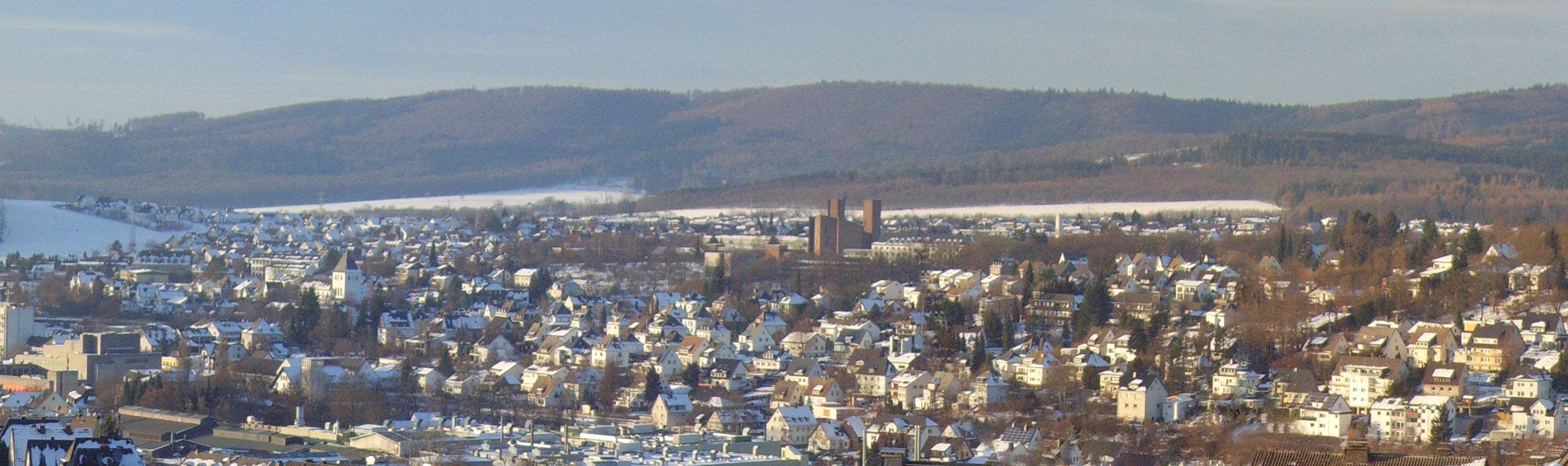
Panorama

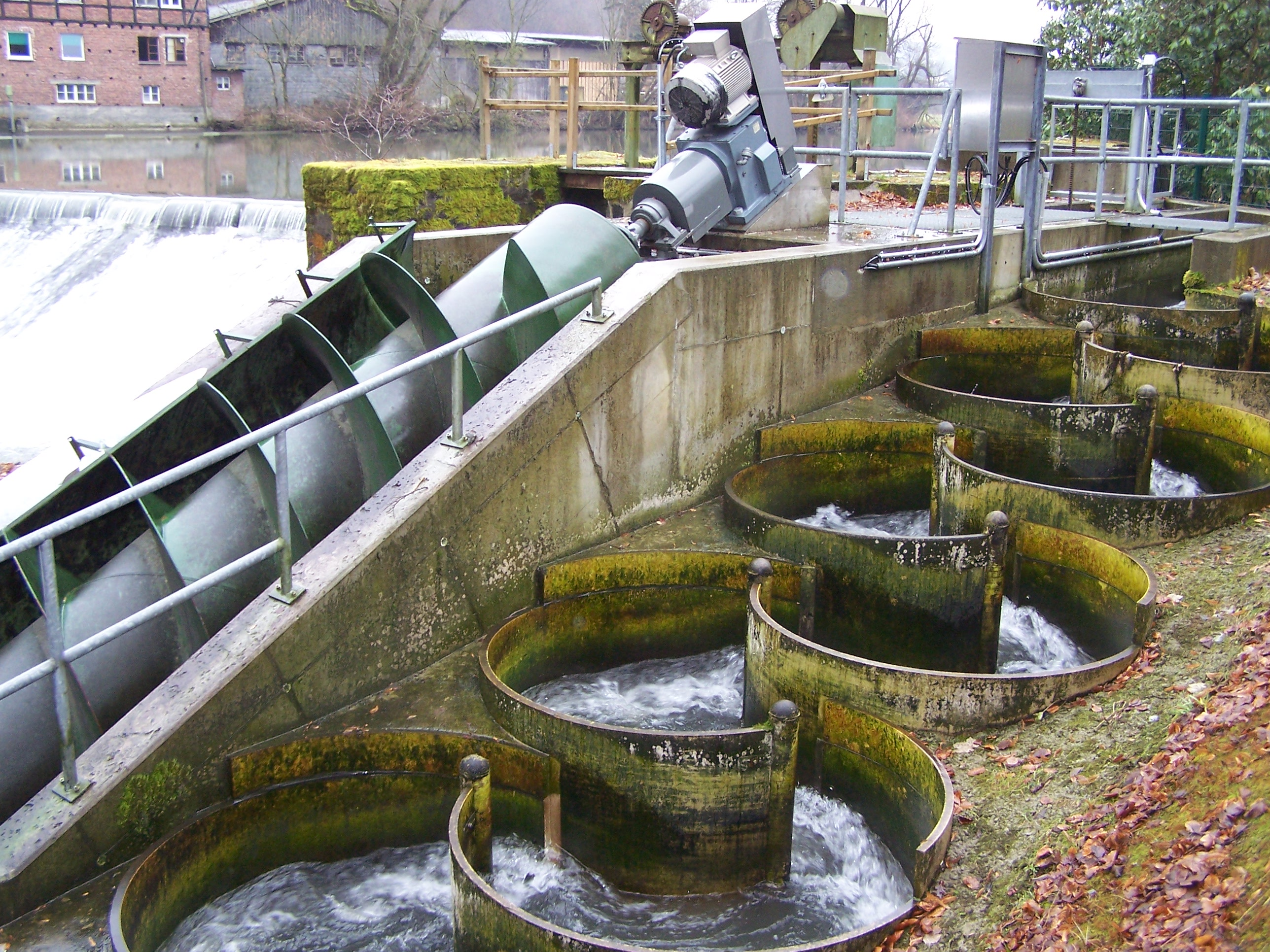
Passe à poissons en méandres du barrage du Château Laer sur la Ruhr, construite en 2005 et disposant de 13 bassins successifs étagés sur une hauteur de chute de 2,5 m

## Histoire
| Appartenances historiques Électorat de Cologne 1180-1803 Landgraviat de Hesse-Darmstadt 1803-1806 Grand-duché de Hesse 1806-1815 Royaume de Prusse (Province de Westphalie) 1815-1918 République de Weimar 1918-1933 Reich allemand 1933-1945 Allemagne occupée 1945-1949 Allemagne 1949-présent |

## Personnalités liées
- August Macke, né le 3 janvier 1887 à Meschede et mort au combat le 26 septembre 1914 à Perthes-lès-Hurlus, peintre expressionniste. Il a fondé Der Blaue Reiter avec Franz Marc, groupe de peintres expressionnistes (avec eux, notamment Gabriele Münter et Wassily Kandinsky) dans la petite ville de Sindelsdorf, à la terrasse d'un café.
- August Pieper, (1866-1942), théologien et homme politique allemand.